# Josephine van België (1870-1871)
Joséphine Marie Stéphanie Victoire (Brussel, 30 november 1870 – aldaar, 18 januari 1871) was een dochter van prins Filips van België en prinses Maria.
Prinses Joséphine was het eerstgeboren tweelingzusje van prinses Henriëtte. Ze stierf reeds enkele weken na de geboorte. Prinses Joséphine werd bijgezet in de Koninklijke Crypte in Laken, waar reeds andere gestorven leden van de Belgische koninklijke familie rustten.
In 1872 kreeg het prinselijk paar nog een dochter. Ter nagedachtenis aan de overleden prinses werd zij eveneens Josephine genoemd. 